# Little Thurlow
Little Thurlow est un village et une paroisse civile du Suffolk, en Angleterre.